# Xavier Carrère
Pour les articles homonymes, voir Carrère.
 (juin 2012).
Xavier Carrère est un sculpteur et souffleur de verre français né en 1966 à Draguignan dans le Var. 

## Biographie
Xavier Carrère apprend à souffler le verre dès l'âge de treize dans l'atelier de son oncle, Robert Piérini à Biot. Après l’obtention d'un CAP de photographe en 1984, il fait un début de carrière dans la photographie mais revient rapidement au travail du verre sa véritable passion. Il suit alors une formation de deux ans dans divers ateliers de Biot.
En 1991, il participe à une exposition internationale de Verre au Musée Fernand Léger de Biot, et commence à être exposé dans des différentes galeries européennes.
Entre 1991 et 1994, il devient responsable de l'atelier du verre soufflé de l'ADAC (Association pour le Développement de l’Animation Culturelle) qui dépend de la ville de Paris. 
Après trois années passées à Paris, un besoin de solitude et la volonté de se concentrer sur ses propres créations l'amènent à Soustons, dans les Landes. Il travaille le verre sans relâche et apprend le travail du bronze, du fer, de l’inox, du béton, autant de matières qu’il associera régulièrement au verre. 
Ses œuvres les plus emblématiques sont les "Ovolites" qu’il expose sur la grande plage de Biarritz en 1999 et au courant d'Huchet à Léon ; puis il travaille sur d’autres thèmes, tels les "Silences", pièces en verre soufflé et sandcasting dans lesquelles il enferme les couleurs ; viendront ensuite les "Liens" des pièces symboliques qui célèbrent l'union,  les "Expressions" qui lui permettent une approche picturale du verre, les "Constructions" avec lesquelles il joue à opposer des masses puissantes à des transparences légères et aériennes. Avec  la série "Big Bang" il crée des univers cosmiques en utilisant la technique du verre coulé, provoquant des explosions par des chocs thermiques, chocs qui donnent naissance à des univers peuplés de constellations, des masses imposantes et colorées qui pourraient s'apparenter à des peintures en 3 dimensions.  
Il collabore avec d’autres corps de métier et fait appel à des architectes, bureaux d’études et industriels du métal qui l'amènent à la réalisation de pièces monumentales : "À l’intérieur, un torrent d’idées"… au collège du Pays des Luys à Amou et "Entre pins lacs et océans" pour la ville de Soustons. 
En Juin 2014, Xavier ouvre un grand espace de 600 m² consacré au verre soufflé  à Magecsq dans les Landes. Divisé en trois parties distinctes : une galerie d'art exposant ses sculptures, un musée qui réunit pour la première fois la grande majorité des Souffleurs de Verre Français des années 1970 à nos jours, tous issus du Studio Glass Movement, et enfin une exposition permanente des œuvres de Jean-Pierre Seurat (1951-2009). Fin 2018, avec l'accord des artistes,  il transmet l'ensemble des pièces du "Musée des Souffleurs français" au Musée du Verre de Carmaux où elles sont exposées en permanence.  

## Acquisitions publiques et musées
- 2016: Musée - Centre d'Art du Verre de Carmaux (Tarn): Sculpture Télégraphie
- 2013: Halle du Verre Musée de Claret (Hérault): Sculpture Silence et Sculpture Transmigration
- 2011 : Commune de Soustons (Landes): sculpture monumentale Entre pins, lacs et océans
- 2010 : Ernsting Stiftung Glass Museum à Coesfeld, Allemagne : deux Ovolites site du musée du verre de Coesfeld
- 2009 Conseil Général des Landes (Landes) : Lauréat du Concours national 1 % artistique pour une sculpture monumentale Collège – Amou : À l'intérieur, un torrent d’idées…
- 2008-2009 : Ventes aux enchères - Drouot
- 2006  Emblème de la Fondation « la Garaisonnienne », Garaison  65
- 2004  Ville de Saint Jean-de-Luz (Pyrénées-Atlantiques) : Sculpture Lien
- 2001  Ville de Soustons (Landes) : sculpture en hommage au Nouveau Millénaire
- 2001  Hôtel de Région – Montpellier (Hérault)

## Expositions
Xavier Carrère est représenté dans une dizaine de galeries en France, en Allemagne et aux Pays Bas, et a participé à plus de 80 expositions (salons, musées, installations et galeries) depuis 1991, dont :
- 2017 Galerie A l'en verre - Bormes les Mimosas (Var)
- 2017 Exposition Collection Ming - Beganne (Morbihan)
- 2016 Innodesign - Arsenal - Metz (Moselle)
- 2016 Vis à vis - Atrium - Dax (Landes)
- 2015 Eclats de verre en Bresle - Blangy (Seine-Maritime)
- 2013 Processus - Rétrospective - Halle du verre - Claret (Hérault)
- 2013 Toréart - Mont de Marsan (Landes)
- 2011 Ovolites au Jardin Gottlob - Mougins  (Alpes-Maritimes)
- 2010 Vega Art - Saint Germain sur Rhône (Haute-Savoie)
- 2010 Tubebergen - Pays-Bas
- 2009 Exposition Design - Eindhoven - Pays-Bas
- 2009 Casino d’Hossegor  (Landes)
- 2008  Journées du Patrimoine, Installation d'Ovolites, Crypte archéologique - Dax  (Landes)
- 2008  Sculptures monumentales  d’extérieur - Relais de La Poste Magescq (Landes)
- 2007  Cercle Munster - Luxembourg
- 2007  Rétrospective au Centre d'art du Verre - Carmaux (Tarn)[4]
- 2004  “À corps et à chœurs”- Opéra de Massy (Essonne)
- 2004  « Mai Culturel » Exposition de Sculptures dans la ville de Saint Jean-de-Luz (Pyrénées-Atlantiques)
- 2003  Rétrospective Xavier Carrère - Galerie du Mas Gauzin – Alzon - Galerie Matéo – Grenoble (Isère)
- 2000  Installation d'un Cromlech, Festival d’Art Contemporain – Itxassou (Pyrénées-Atlantiques)
- 2000  Installation d'un Cromlech et d’Ovolites, Parc de la Réserve, Saint Jean-de-Luz (Pyrénées-Atlantiques) Galerie Catherine et Frédéric Portal
- 1999  « Un demi-siècle de Verrerie à Biot Eloi Monod et après… », Biot (Alpes-Maritimes)
- 1998  Installation d'Ovolites,  Cloître des Cordeliers, Saint -Emilion (invité d’honneur) (Gironde)
- 1998  Exposition d'Ovolites, Bruxelles - Invité par l’Ambassade de France en Belgique
- 1998  1re Installation  66 Ovolites posés sur le sable, Grande Plage de Biarritz (Pyrénées-Atlantiques)
- 1998  Cour Européenne – Luxembourg
- 1994  Galerie des verreries de Vianne (Lot-et-Garonne)
- 1994  « Un Silence… de Cristal » Mairie du Plan – Grasse (Alpes-Maritimes)
- 1994  « Silences » Galerie A.D.A.C Saint Paul – Paris
- 1992  « Xavier Carrère, souffleur de verre – Galerie A.D.A.C – Saint Paul – Paris